# Ivan Utrobin
Ivan Utrobin   (10 de març de 1934 - 25 de juny de 2020) fou un esquiador de fons rus que va competir sota bandera soviètica durant les dècades de 1950 i 1960.
El 1964 va prendre part en els Jocs Olímpics d'Hivern d'Innsbruck, on va disputar dues proves del programa d'esquí de fons. Formant equip amb Guennadi Vagànov, Igor Voronchikhin i Pàvel Koltxin guanyà la medalla de bronze en el relleu 4x10 km, mentre en els 15 quilòmetres fou quart i en els 30 quilòmetres fou dissetè.
En el seu palmarès també destaca una medalla de bronze al Campionat del món d'esquí nòrdic de 1962 i dotze campionats nacionals, quatre en els 50 quilòmetres (1961, 1963, 1965, 1966), tres en els 30 quilòmetres (1960, 1962, 1965) i 70 quilòmetres (1965, 1967, 1968) i un en els 15 quilòmetres (1966) i el relleu (1962).
El 1968, mentre entrenava amb bicicleta, va ser atropellat per un cotxe que li provocà importants fractures en braços i cames. No recuperaria l'anterior nivell i el 1972 deixà de competir.